# Puerto Acosta
Puerto Acosta è un comune (municipio in spagnolo) della Bolivia nella provincia di Eliodoro Camacho (dipartimento di La Paz) con 14.542 abitanti (dato 2010).

## Cantoni
Il comune è suddiviso in 9 cantoni (popolazione 2001):
- Chiñaya 6 de Agosto - 3.296 abitanti
- Collasuyo - 561 abitanti
- Escoma - 5.097 abitanti
- Peninsula de Challapata - 905 abitanti
- Puerto Acosta - 6.745 abitanti
- Puerto Parajachi - 2.245 abitanti
- San Juan de Cancanani - 1.486 abitanti
- Umanata - 6.447 abitanti
- Villa Puni - 514 abitanti